# Kenneth Walsh
Kenneth Marshall "Ken" Walsh, född 11 februari 1945 i Orange i New Jersey, är en amerikansk före detta simmare.
Walsh blev olympisk guldmedaljör på 4 x 100 meter frisim vid sommarspelen 1968 i Mexico City.